# Djidingar Dono Ngardoum
Djidingar Dono Ngardoum, född 1928, död 2000, var regeringschef i Tchad mellan den 19 maj och den 19 juni 1982.

## Fotnoter
1. 1 2  Felix S. Bethke, Database of Cabinet Politics in Sub-Sahara Africa.[källa från Wikidata]
2. 1 2  senat.fr, senat.fr-ID: senateur-communaute/djidangar_michel0112sc, läst: 23 april 2022.[källa från Wikidata]